# 石田ism
『石田ism』は、BS12ch TwellVとテレ玉で放送されていたバラエティ番組。

## 概要
- 今や俳優業のみならず、バラエティー番組にも欠かせないタレント石田純一。その父親は、ケネディ大統領暗殺事件や、アポロ月面着陸をアメリカから伝えた元NHKアナウンサーの石田武。石田純一が芸能界に入ったのも、そんな父親の姿を見ていたことがきっかけ…。度々クイズ番組などで知的な部分を見せている石田純一ですが、それもそのはず。実は非常に勉強熱心で、政治や経済、トレンドにも高い関心を持っている。それも、父親の後ろ姿をずっと見てきたから…。この番組は、父親の意思を引き継いだ石田純一が、様々な社会情勢、トレンドなどを独自の見解で紹介。大人の楽しめる情報番組である。

## 出演者
- MC
  - 石田純一
- 出演者
  - 深澤里奈
  - 常世晶子
  - ギャオス内藤
  - 杉浦太陽
  - 柳野玲子
  - 白石みき

## スタッフ
- ナレーター：吉川雅子
- 企画：米川栄一
- 構成：荒井靖裕
- CAM：鈴木正紀
- VE：村本達弥
- 照明：土屋秀敏
- 音効：坂間徹
- 編集：押鐘慎司
- MA：備後正太郎
- 撮影協力：陸上幕僚監部広報部、陸上自衛隊滝ヶ原駐屯地、Bar Robe
- ヘアメイク：せきさゆり、山川美香、高橋純子
- 広報：与風夏子
- AD：坂本孝司、布江剛士、森崎ゆりや
- ディレクター：郡亮太
- 演出：平井克治
- プロデューサー：毛利嘉太、高木征太郎
- エグゼクティブプロデューサー：後藤幸英
- 制作：ブレインウォッシュ
- 制作著作：Happy241